# Список умерших в 1752 году

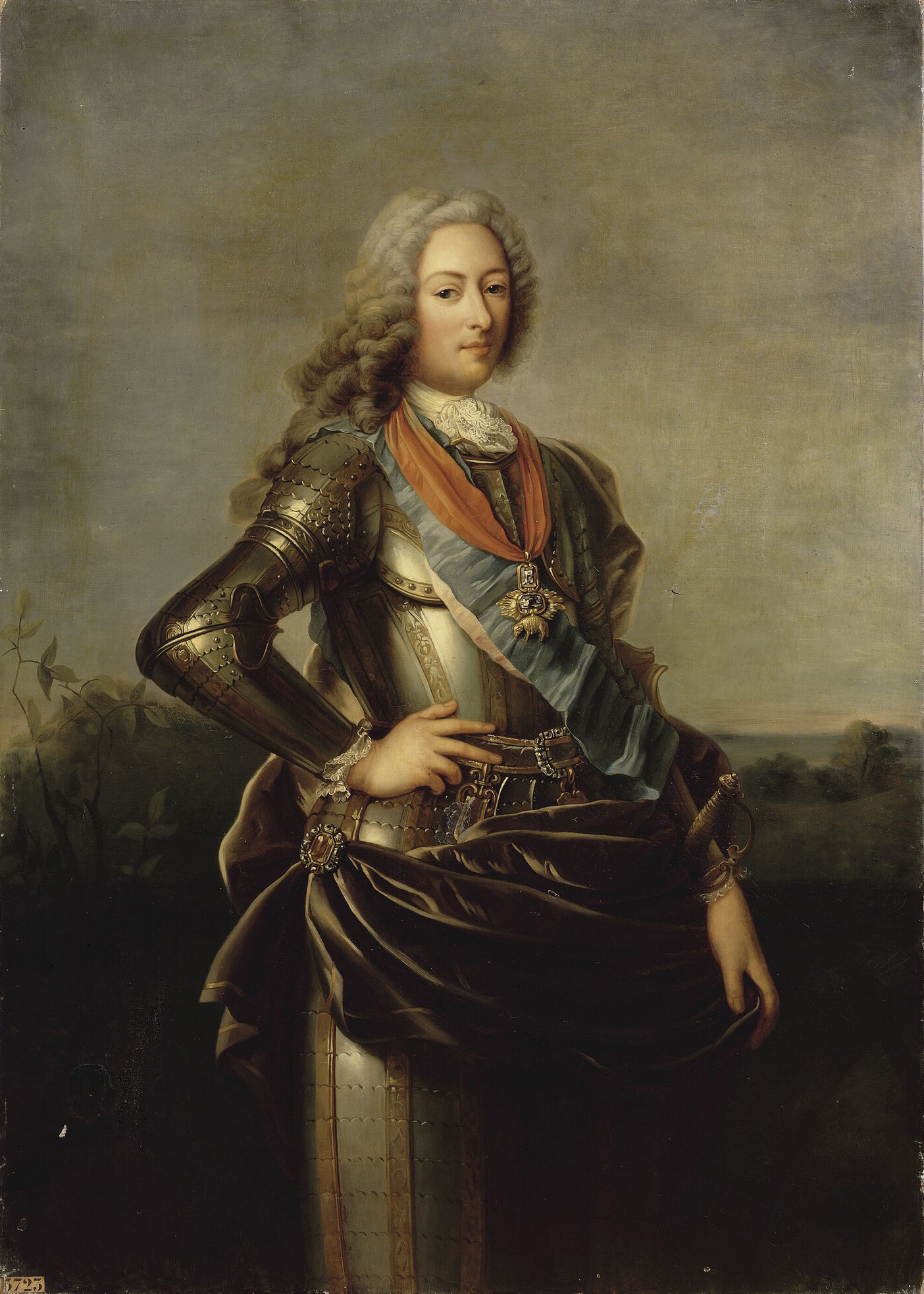
Людовик де Бурбон, герцог Орлеанский (1703—1752)

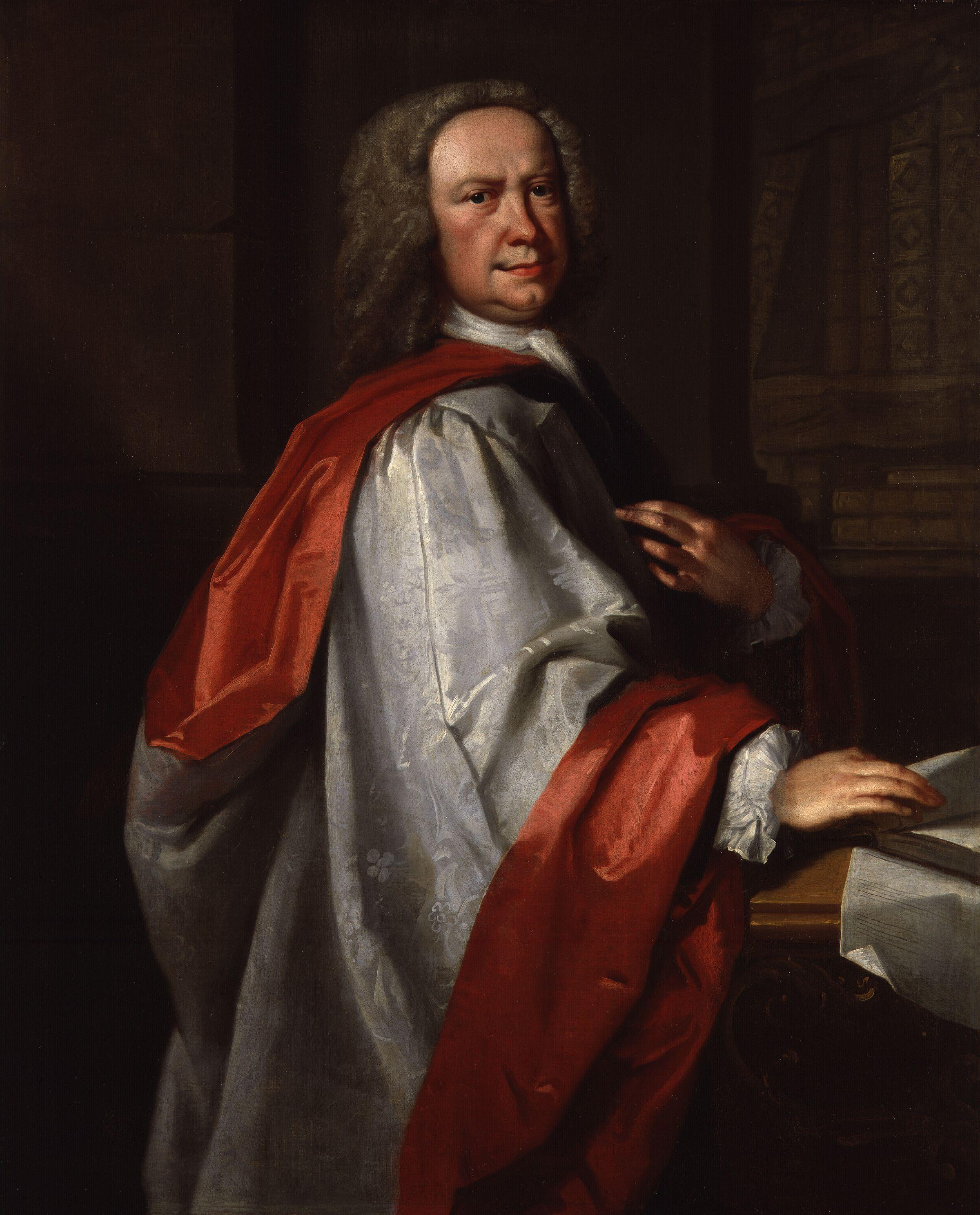
Пепуш, Иоганн Кристоф (1667—1752)

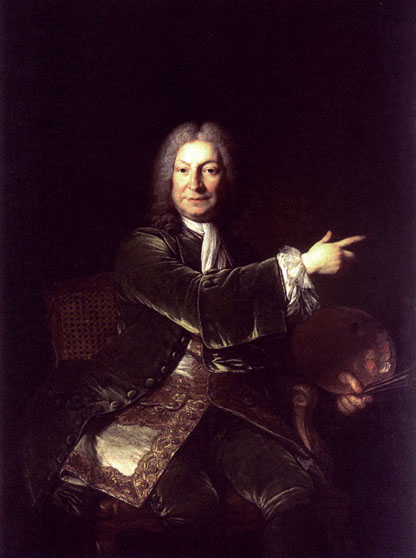
Турньер, Робер (1667—1752)

В этой статье представлен список известных людей, умерших в 1752 году.
См. также: Категория:Умершие в 1752 году

## Январь
- 4 января — Крамер, Габриэль — швейцарский математик, ученик и друг Иоганна Бернулли, один из создателей линейной алгебры
- 26 января — Труа, Жан-Франсуа де — французский художник рококо; сын и ученик Франсуа де Труа (1645—1730)

## Февраль
- 4 февраля — Людовик де Бурбон, герцог Орлеанский — третий в линии герцогов Орлеанских, идущей от Филиппа I, младшего брата Людовика XIV.
- 9 февраля — Хассельквист, Фредрик — шведский ботаник и врач, один из «апостолов Линнея»
- 10 февраля — Шедель, Готфрид Иоганн — российский архитектор немецкого происхождения. С 1713 года работал в стиле барокко в Санкт-Петербурге и Киеве

## Март
- 17 марта — Жонкьер, Жак-Пьер де ла — французский адмирал, генерал-губернатор Новой Франции
- 30 марта — Козлов, Иван Фёдорович — русский генерал-майор, был членом военной коллегии при Елизавете Петровне

## Май
- 18 мая — Турньер, Робер — французский художник, мастер барочного портрета времён Людовика XV
- 25 мая — Парросель, Шарль — французский художник и гравер эпохи раннего рококо, академик

## Июнь
- 4 июня — Карл Мекленбург-Стрелицкий — герцог Мекленбург-Стрелицкий
- 15 июня — Куапель, Шарль Антуан — французский художник, сын Антуана Куапеля
- 29 июня — Коррадини, Антонио — итальянский скульптор

## Июль
- 20 июля — Пепуш, Иоганн Кристоф — английский композитор и музыкальный теоретик немецкого происхождения

## Август
- 6 августа — Люберас фон Потт, Иоганн Людвиг — русский военный и дипломат, генерал-лейтенант
- 22 августа — Уистон, Уильям — английский учёный-энциклопедист, историк, математик, теолог

## Октябрь
- 12 октября — Путятин, Иван Тимофеевич — офицер из рода Путятиных, камер-пажей, поручик, который попал под следствие и был осуждён на сибирскую ссылку по Лопухинскому делу 1743 года
- 22 октября — Кормонтень, Луи де — французский инженер, один из ведущих теоретиков фортификации

## Декабрь
- 26 декабря — Ланг, Лоренц — шведский инженер, российский статский советник

## Дата неизвестна или требует уточнения
- Леонтьев, Михаил Иванович — российский политический и военный деятель XVIII века, генерал-аншеф